# Anthony Terlazzo

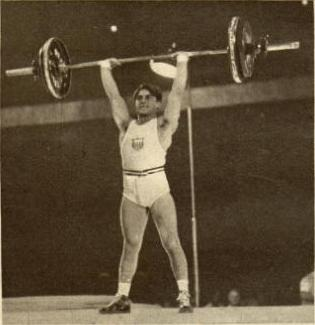
Anthony Terlazzo (1936)

Anthony „Tony“ Terlazzo (* 28. Juli 1911 in Patti, Italien; † 26. März 1966 in Los Angeles, Kalifornien) war ein US-amerikanischer Gewichtheber.

## Werdegang
Er war der Sohn italienischer Einwanderer in den 1920er Jahren. In New York gelandet, trieb er zunächst als Kind und Jugendlicher viele Sportarten, ehe er, weil er sehr klein  und leicht war und stärker werden wollte, zum Gewichtheben kam. Ein Vorhaben, das, wie sich später herausstellte, voll und ganz gelang. Beim York Barbell Club hatte er die damals bestmögliche Unterstützung. Bei den Olympischen Spielen 1932 in Los Angeles war er der erste US-Amerikaner, der im Gewichtheben eine olympische Medaille gewann. 1936, bei den Olympischen Spielen in Berlin, gewann er überlegen im Federgewicht und wurde Olympiasieger. Bis 1947 blieb Anthony Terlazzo in der Weltspitze der Gewichtheber.

## Internationale Erfolge
(OS = Olympische Spiele, WM = Weltmeisterschaft, Fe = Federgewicht, Le = Leichtgewicht, FK = Fünfkampf)
- 1932, Bronzemedaille, OS in Los Angeles, Fe, mit 280 kg, hinter Raymond Suvigny, Frankreich, 287,5 kg und Hans Wölpert, Deutschland, 282,5 kg;
- 1936, Goldmedaille, OS in Berlin, Fe, mit 312,5 kg, vor Mohamed Suleiman Saleh, Ägypten, 305 kg und Ibrahim Shams, Ägypten, 300 kg und John Terpak;
- 1937, 1. Platz, WM in Paris, Le, mit 357,5 kg, vor Robert Fein, Österreich, 355 kg und Karl Jansen, Deutschland, 330 kg;
- 1938, 1. Platz, WM in Wien, Le, mit 350 kg, vor Saleh, 342,5 kg und Karl Schwitalle, Deutschland, 332,5 kg;
- 1947, 2. Platz, WM in Philadelphia, Le, mit 350 kg, hinter Peter George, USA, 352,5 kg und vor Stuart, Kanada, 342,5 kg.

### US-Meisterschaften
1932 mit 260 kg, Fe – 1933 mit 302,5 kg, Le – 1935 mit 457,5 kg, FK, Le – 1936 mit 315 kg, Fe – 1937 mit 355 kg, Le – 1938 mit 347,5 kg, Le – 1939 mit 365 kg, Le – 1940 mit 350 kg, Le –
1941 mit 362,5 kg, Le – 1942 mit 345 kg, Le – 1943 mit 362,5 kg, Le – 1944 mit 362,5 kg, Le –
1945 mit 345 kg, Le.

### Weltrekorde
im beidarmigen Drücken:
- 95 kg, 1935 in Chicago, Fe,
- 97 kg, 1937 in Baltimore, Fe,
- 106,5 kg, 1937 in New York, Le.

im beidarmigen Stoßen:
- 125,5 kg, 1935 in Chicago, Fe,
- 143 kg, 1937 in Paris, Le,
- 144,5 kg, 1938 in Woonsocket, Le.

im olympischen Dreikampf:
- 312,5 kg, 1936 in Berlin, Fe,
- 342,5 kg, 1937 in Chicago, Le,
- 357,5 kg in Paris, Le,
- 374 kg in New York, Le.